# Creep (låt av TLC)
Creep är en sång inspelad av den amerikanska R&B-trion TLC för deras tredje studioalbum CrazySexyCool (1994). Midtempo-spåret gavs ut som skivans ledande singel och blev gruppens tredje listetta och åttonde topp tio-singel på USA:s singellista Billboard Hot 100. Den tjänade även gruppens andra Grammy Award-nominering med utmärkelsen "Record of the Year". Singeln anses som TLC:s signaturlåt tack vare dess enorma framgångar internationellt. I USA, Storbritannien och Nya Zeeland certifierades "No Scrubs" platina och var den näst största singeln under 1995 enligt Billboards Year End Charts.